# Судебная марка

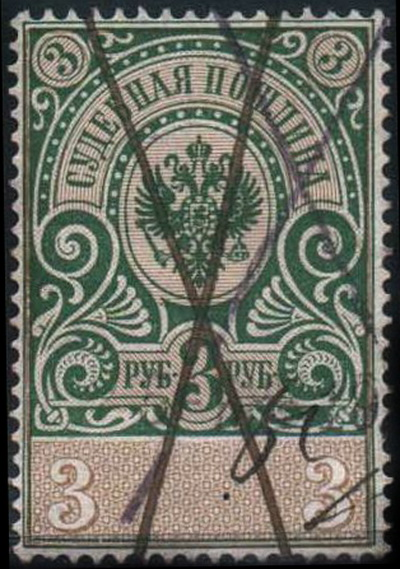
Российская империя: марка судебной пошлины (1891)

Суде́бные ма́рки, или ма́рки суде́бных сбо́ров, — вид фискальных марок для оплаты различных судебных сборов. Выпускались в некоторых странах.

## Описание
Судебные сборы взимаются с физических и юридических лиц для частичной компенсации расходов государства на содержание судебного аппарата. Они взыскиваются за оказание канцелярских услуг, за обслуживание судебного процесса судебными приставами и т. п. Поэтому судебные марки составляют многочисленную группу знаков обязательных сборов. Известны судебные марки следующих видов:
- пошлинные,
- судебного сбора,
- канцелярские,
- мировых установлений пошлин и сборов,
- судебных пошлин и сбора с бумаги,
- надбавки за местные средства.

Значительную часть марок судебного сбора составляют делимые знаки. К ним относятся марки-квитанции, талоны-квитанции и другие знаки, состоящие из двух частей, одна из которых (марка, талон) остаётся в судебном деле, а другая (квитанция) наклеивается на документ, вручаемый истцу.

## История
Марки судебных сборов применялись в Российской империи, РСФСР и СССР с 1875 до 1930 года. Использование их было прекращено в связи с выпуском в обращение единых пошлинных марок. В Латвии и Эстонии этот вид фискальных марок применялся до вхождения их в СССР. В последующие годы они использовались в период немецкой оккупации Эстонии и в Советской оккупационной зоне Германии.

### Судебные марки Российской империи

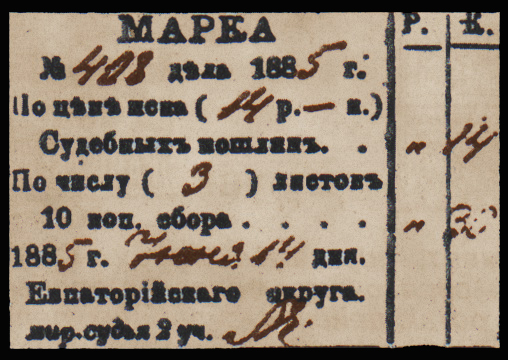
Российская империя: судебная марка-квитанция Хвалынского типа, Евпатория (1885)

В России судебные марки поначалу печатались типографским способом на форменном листе судебного дела. Они представляли собою знак, делящийся на две части: левую — «квитанция» и правую — «марка». Марки-квитанции поступали в мировые суды сброшюрованными в книги. После получения судебных пошлин и сборов марка отрывалась или отрезалась от листа и наклеивалась на исковое заявление, а квитанция — на копию, выдававшуюся истцу. Знаки изготавливались в местных типографиях.

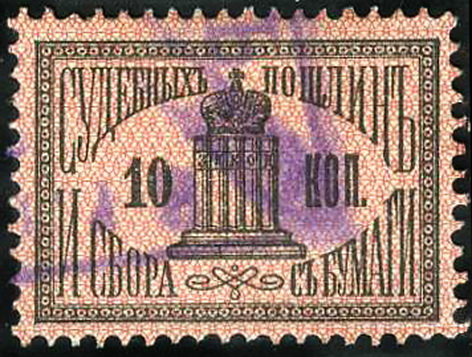
Российская империя: марка судебных пошлин и сбора с бумаги (1887)

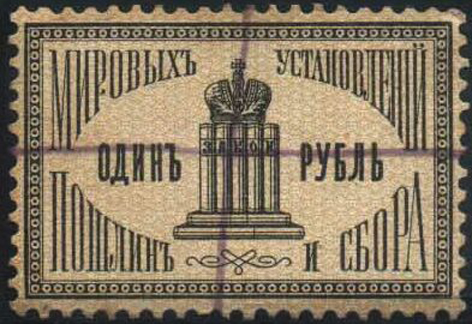
Российская империя: марка мировых установлений, пошлин и сборов (1887)

Выделяют два основных типа марок-квитанций — Хвалынский и Ярославский. На Хвалынском напечатана должность ответственного чиновника, на Ярославском она отсутствует. Марки-квитанции — своеобразный вид знаков судебных сборов, не имеющий аналогов в других странах.
Позже стали печататься специальные марки, как общегосударственные, так и региональных, локальных и специальных судов (сиротские, коммерческие, мировые и другие).
Первый общегосударственный выпуск марок судебных сборов был осуществлён в 1887 году для учреждений системы общих судебных установлений, для мировых судебных учреждений и на содержание судебных приставов. На марках было помещено изображение эмблемы закона — Зерцала и дан соответствующий текст: «Судебных пошлин и сбора с бумаги», «Мировых установлений, пошлин и сбора» и «Марка специального в пользу судебных приставов сбора».
В 1890 году «для уплаты судебной пошлины по делам, подсудным общим судебным установлениям» были введены марки судебной пошлины. Ими оплачивалась судебная пошлина, если её размер не превышал 25 рублей, то есть цена иска составляла не более 5000 рублей. В областях Войска Донского, Кубанской и Терской марки судебной пошлины употреблялись только при подаче апелляционных жалоб. Всего с 1890 по 1900 год были выпущены марки пяти номиналов: 25 и 50 копеек, 1, 3 и 5 рублей. На марках был изображён двуглавый гербовый орёл. Продажа их осуществлялась в казначействах и судебных установлениях. После Октябрьской революции 1917 года рядом администраций эти марки использовались как гербовые.

### Судебные марки РСФСР
Первый и единственный общереспубликанский выпуск марок судебной пошлины РСФСР был осуществлён в 1922 году. На марках 6 номиналов был изображён герб РСФСР, под ним фигура рабочего с молотом и весами и дан текст: «Судебно-пошлинная марка». 6 марта 1923 года вышло совместное Постановление Наркомфина РСФСР и Наркомюста РСФСР «Инструкция о порядке взимания судебных пошлин», которое во многом копировало правила применения марок судебной пошлины Российской империи. Марками оплачивалась судебная пошлина, если её размер не превышал 5000 рублей. Продажа их осуществлялась в кассах Народного Комиссариата Финансов и в учреждениях, ведающих рассмотрением в судебном порядке дел. Марки наклеивались на прошении или жалобе в левом верхнем углу листа, и, если уплата судебной пошлины требовала несколько марок, то они должны были быть наклеены так, чтобы каждая из них была видна во всю свою величину.
Известны также региональные выпуски судебных марок. Так, например, в 1918 году судебные марки были выпущены администрацией Области Войска Донского, они повторяли общегосударственный выпуск Российской империи 1887 года марок сбора в пользу судебных приставов. В 1922 году по распоряжению Революционного Комитета Дальневосточной области были сделаны надпечатки аббревиатуры «РСФСР» и новой стоимости на марках судебной пошлины Российской империи, а в 1923 году новой стоимости в червонной валюте на марках судебной пошлины РСФСР.
В 1924 году марки судебной пошлины были выпущены губернским финансовым отделом Иваново-Вознесенской губернии. Они повторяли рисунок марок общереспубликанского выпуска РСФСР 1922 года, но вместо номинала был талон с указанием стоимости в червонной валюте и надписью «Местная надбавка Иваново-Вознесенск. Губфинотдела». Марки печатались в два приёма на оборотной стороне бланков паспортов дореволюционного образца. Сначала печатался рисунок, затем надпись талона.

### Судебные марки СССР

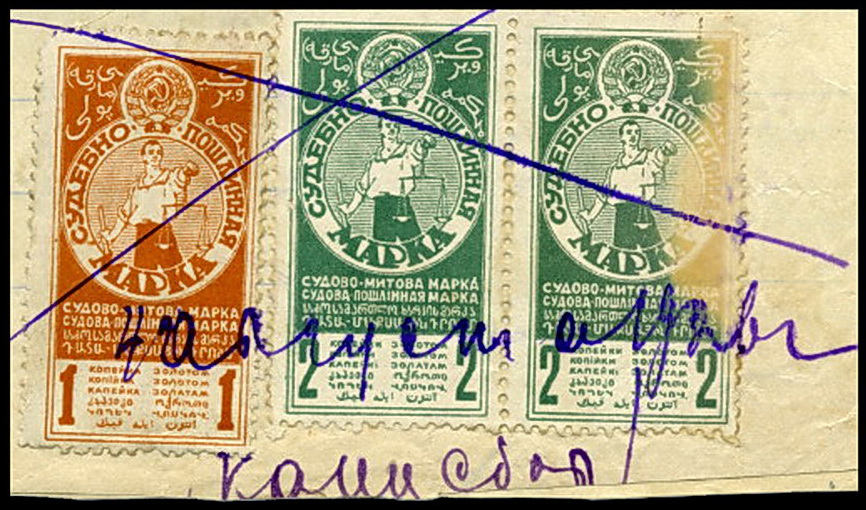
СССР: судебно-пошлинные марки (1925)

В СССР общегосударственные марки судебной пошлины были выпущены в 1925 году. На марках 11 номиналов в золотом исчислении (от 1 копейки до 25 рублей) был изображён герб СССР в круге, под ним фигура рабочего с молотом и весами и дан текст: «Судебно-пошлинная марка» и стоимость на русском, украинском, белорусском, грузинском, армянском и азербайджанском языках.
Второй и последний общегосударственный выпуск марок судебной пошлины в СССР был осуществлён в 1930 году. На марках двух номиналов был изображён герб СССР и дан текст «Судебно-пошлинная марка» на шести языках союзных республик СССР.
В 1927—1928 годах выпускались марки надбавки к судебному сбору, предназначенной для отчисления в местный бюджет. На марках девяти номиналов был изображён герб СССР и на шести языках союзных республик СССР дан текст: «Надбавка к судебной пошлине».